# آنسویلر
آنسویلر (به فرانسوی: Ansauvillers) یک کمون در فرانسه است که در canton of Breteuil واقع شده‌است. آنسویلر ۶٫۹۵ کیلومتر مربع مساحت دارد ۱۵۰ متر بالاتر از سطح دریا واقع شده‌است.